# Communauté de communes des Coteaux de la Chanteraine
La communauté de communes des coteaux de la Chanteraine est une ancienne communauté de communes française, située dans le département de l'Yonne en région Bourgogne-Franche-Comté.
Créée le 16 juillet 1993, elle disparait le 1er janvier 2014. Ses communes membres sont alors intégrées à la communauté de communes de l'orée de Puisaye.

## Composition
Elle est composée de trois communes du canton de Charny.
| Nom            | Code Insee | Gentilé | Superficie (km2) | Population (dernière pop. légale) | Densité (hab./km2) |
| -------------- | ---------- | ------- | ---------------- | --------------------------------- | ------------------ |
| Prunoy (siège) | 89317      |         | 24,89            | 307 (2013)                        | 12                 |
| Chevillon      | 89103      |         | 13,08            | 326 (2013)                        | 25                 |
| Villefranche   | 89454      |         | 23,27            | 635 (2013)                        | 27                 |

Durant l'année 2010, les communes de Saint Martin d'Ordon, Saint Romain le Preux, Sépeaux, Précy sur Vrin, Verlin et Cudot ont demandé leur rattachement à la communauté de communes des coteaux de la Chanteraine.

## Compétences

### Compétences obligatoires
- Aménagement de l'espace
  - Étude et réalisation des documents d'urbanisme (carte communale ou plan local d'urbanisme) sur l'ensemble du territoire
  - Création de réserves foncières dans le cadre des compétences de la communauté de communes
- Développement économique
  - Équipement, gestion et, d'une manière générale, toutes actions tendant à promouvoir l'implantation d'activités économiques sur la zone d'activités de la Côte Renard à Villefranche
  - Réalisation, équipement et gestion de toutes futures zones d'activités, quelle que soit leur taille, sur le territoire de la communauté
  - Actions tendant à promouvoir le développement économique, commercial et artisanal sur le territoire de la communauté
  - Participation financière et administrative à la promotion du territoire sous forme de réalisations développant la communication et l'information des habitants (site internet, édition d'un topoguide, espace public numérique)

### Compétences optionnelles
- Environnement
  - Études, réalisations, gestion, entretien et extension des réseaux d'assainissement sur l'ensemble des communes
  - Mise en place et gestion d'un service public d'assainissement non collectif chargé du contrôle des installations
  - La Communauté de communes assure le service public d'élimination et de valorisation des déchets des ménages et des déchets assimilés : collecte, traitement, tri sélectif, points d'apports volontaires, déchèterie intercommunautaire
- Politique du logement et du cadre de vie
  - Gestion, extension, aménagement et entretien du parc locatif appartenant à la Communauté de communes
  - Le parc locatif communal existant reste à la charge des communes ainsi que l'habitat des bâtiments publics et les logements réalisés par le biais des cours de village
  - Participation technique et financière aux structures d'animation en matière d'habitat
  - Mise en valeur des villages par l'aménagement des traversées principales des centres bourgs, l'amélioration des services à la population, publics et marchands, la valorisation de l'environnement paysager et l'amélioration du cadre de vie en général
- Enseignement
  - Prise en charge de la construction, l'entretien, l'aménagement et la gestion du groupe scolaire à Villefranche comprenant une école maternelle, une école élémentaire, une cantine, une salle d'évolution et de repos
  - Organisation et gestion des transports scolaires
  - Prise en charge de la construction, l'entretien et le fonctionnement de tout nouvel équipement d'enseignement
- Enfant, jeunesse, équipements sportifs et de loisirs
  - Prise en charge de la construction de tout équipement lié à l'enfance et la jeunesse, au sport et aux loisirs, comprenant entre autres celle du centre de loisirs à Prunoy et de la crèche halte garderie à Charny, structures intercommunautaires. La Communauté de communes assure la gestion, le financement, l'entretien et les orientations de ces structures en partenariat avec d'autres collectivités
  - Mise en œuvre des contrats temps libres et enfance

### Compétences supplémentaires
- Dans la limite des compétences transférées, la Communauté de communes peut réaliser, à leur demande, des travaux ou prestations pour le compte des communes membres et également pour le compte de collectivités non-membres, qui s'acquitteront du service rendu au coût réel
- Gestion du centre d'intervention des pompiers. Depuis, elle a réalisé de nombreux projets dans des domaines variés, avec à chaque fois le souci d'un développement équitable sur l'ensemble de son territoire. La communauté peut mener à bien des projets que les communes ne pourraient seules envisager, offrir à sa population des services adaptés à ses besoins et créer un véritable espace de solidarité

## Historique
- 16 juillet 1993 : création de la communauté de communes

## Administration
| Période                                  | Période       | Identité            | Étiquette | Qualité         |
| ---------------------------------------- | ------------- | ------------------- | --------- | --------------- |
| mars 2012                                | En cours      | Joël Lalès          |           | maire de Prunoy |
| ?                                        | décembre 2011 | Bernard Bechereau   |           |                 |
| ?                                        | ?             | Jean-Daniel Meunier |           |                 |
| Les données manquantes sont à compléter. |               |                     |           |                 |

### Sources
- Le splaf (Site sur la Population et les Limites Administratives de la France)
- La base aspic de l'Yonne - (Accès des Services Publics aux Informations sur les Collectivités)